# Котово Поле
Ко́тово По́ле — микрорайон города Всеволожска Ленинградской области. Расположен в его северной части.

## География
Высота центра микрорайона — 25 м.
Условными границами микрорайона являются:
- на севере — Дорога жизни (автодорога 41К-064)
- на востоке — Колтушское шоссе и улица Заводская
- на западе — улица Ленинградская
- на юге — улица Плоткина

| Ближайшие микрорайоны | Ближайшие микрорайоны | Ближайшие микрорайоны                     |
| --------------------- | --------------------- | ----------------------------------------- |
| Северо-запад:         | Север: ЦРБ            | Северо-восток: Румболово, Сельхозтехникум |
| Запад: Всеволожск     |                       | Восток: Всеволожск                        |
| Юго-запад: Всеволожск | Юг: Всеволожск        | Юго-восток: Всеволожск                    |

## Описание

Территория современного микрорайона Котово Поле на карте 1931 года

Образован в начале 1970-х годов в болотистой малозастроенной низменности на северо-западной окраине Всеволожска.
Является центром города, наиболее современным и самым населённым микрорайоном, застроен многоэтажными домами. Имеется множество торговых точек и кольцо автобусных маршрутов на Санкт-Петербург.
В микрорайоне расположены три школы: Лицей № 1, школа № 2, школа № 4.
По улицам Александровской, Плоткина и Колтушскому шоссе проходит большое количество автобусных маршрутов, которые связывают микрорайон с другими частями города и с Санкт-Петербургом.
Одна из улиц микрорайона названа в честь сына последнего садовника помещиков Всеволожских — Гергарда Яковлевича Вокка, известного исследователя истории Всеволожского района, краеведа и первого Почётного жителя города Всеволожска.

## Этимология
По мнению директора Всеволожского краеведческого музея М. С. Ратниковой, название нового микрорайона возникло случайно. В первой половине XX века Котовым Полем местные жители называли малозастроенный участок земли, расположенный южнее, в районе улиц Сергиевской, Александровской и Социалистической, который в 1907 году у помещиков Всеволожских приобрёл некий Иван Спиридонович Котов. Болотистая же низменность в которой стоит современный микрорайон называлась Волково Поле, по названию пересекавшей его Волковской улицы. Почему название Котово Поле перешло и закрепилось за новым микрорайоном подлинно неизвестно.
О самом И. С. Котове известно следующее:

Котов Иван Спиридонович — плотник, жил на Христиновском (совр. Октябрьском) проспекте «близ поворота к платформе Павловская», имел участок на Константиновской улице и выгон на углу Христиновского с Александровской. Держал корову. Образование — начальная сельская школа. После Февральской революции представлял в народном суде местных мелких землевладельцев. После Октябрьской революции некоторое время был казначеем во Всеволожском обществе потребителей, где отпускал продукты по карточкам, пока не проворовался. Затем занимался в посёлке Всеволожский похоронным делом, продавал гробы, предоставлял на прокат похоронные дроги. Вёл дела вместе с Алексеем Ивановичем Клементьевым, бывшим владельцем предприятия ломового извоза и одним из жертвователей на постройку всеволожской Троицкой церкви, который «организовывал отпевания, свечи и служение обедни». В 1920 году И. С. Котов стал членом Всеволожского поссовета. По одной из версий, впоследствии фамилия Ивана Спиридоновича дала название современному микрорайону Котово Поле.

## Фото

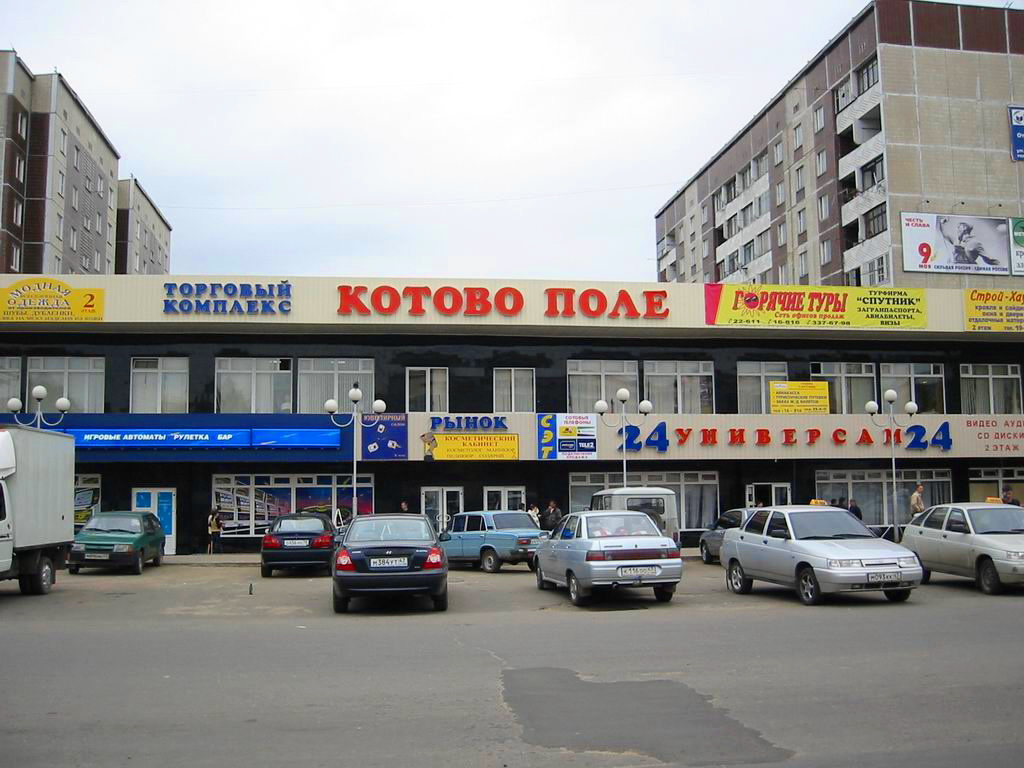
Центр микрорайона «Котово Поле»
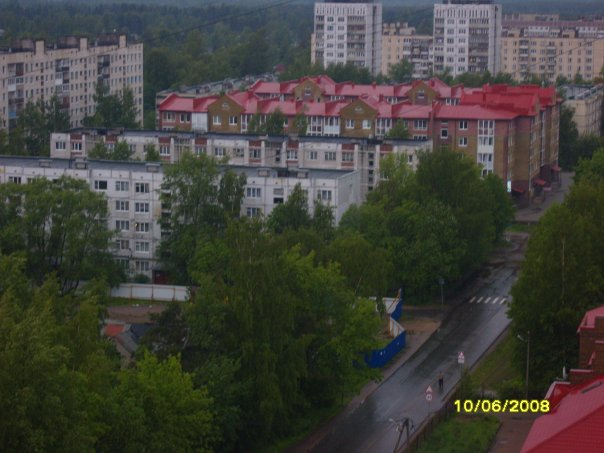
Вид микрорайона с 16-го этажа
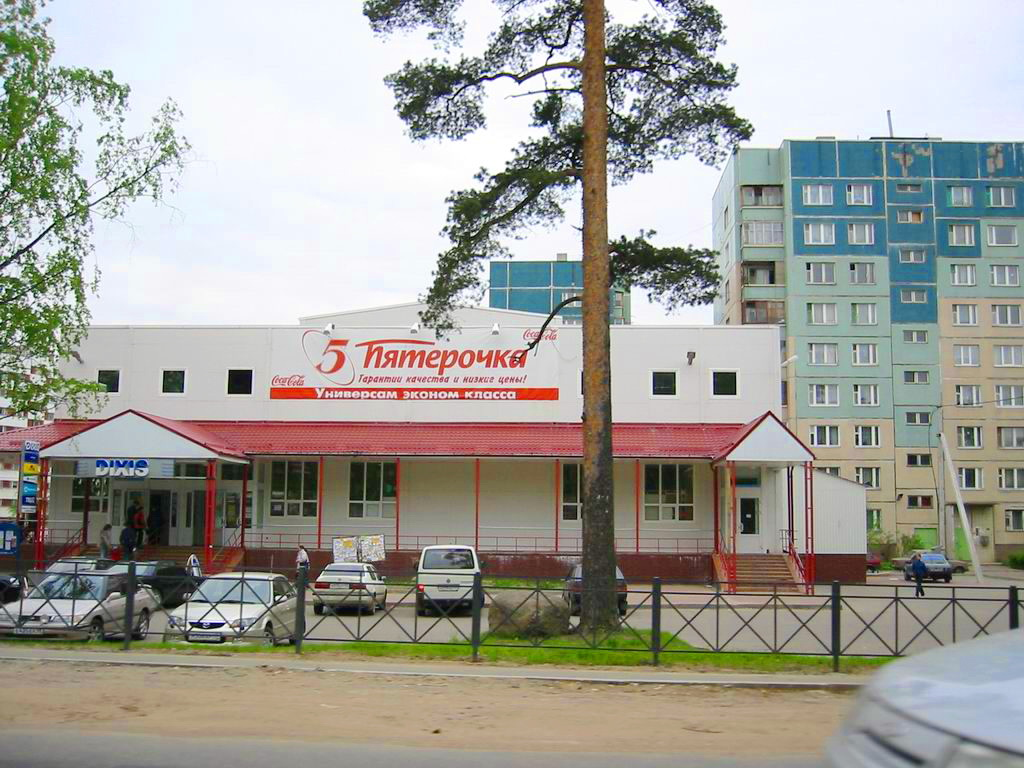
Вид микрорайона с Колтушского шоссе

## Улицы
Александровская, Балашова, Вокка, Героев, Заводская, Колтушское шоссе, Ленинградская, Межевая, Межевой проезд, Олениных, Плоткина.